# 高木遥香
高木 遥香（たかぎ はるか、6月14日 - ）は日本の女性声優。静岡県出身。フォレストリンク準所属。以前はアル・シェアに所属していた。
声優、ナレーターとして活動している。

## 人物
天真爛漫という言葉がぴったりで常に明るく純真で無邪気な性格であり、周りにいる人達をいつも楽しませている。下記に記載の通り、趣味・特技など多彩である。剣道は三段を取得するほどの腕前の持ち主である。

### 趣味
料理、マッサージ、アクションの稽古、カラオケ、エプロン・色鉛筆集め、ピアノ

### 特技
和洋菓子作り、剣道、早起き、炊き出し（～約30人分）

### 資格
調理師、剣道三段

## 出演

### テレビアニメ
- Rewrite（2016年 - 2017年）
- ゾイドワイルド（2019年、子供）
- 魔入りました!入間くん（2021年、生徒たち）
- BanG Dream! It's MyGO!!!!!（2023年、観客、ラウンジ客）

### ゲーム
- 幻獣姫（ムスペルヘイム）
- エレメンタルリーグ〜精霊獣と世界樹の葉〜（2016年、コルン、他）
- 誰ガ為のアルケミスト（2016年、ラシェル）
- 成金電鉄（2016年、サクラ）
- アルケミアストーリー（2017年、リダム）
- キミの瞳にヒットミー（2017年）
- クイズ・ミリタリーアカデミー～第二次世界大戦編～（2017年、グラツィアー二、ジューコフ）
- ファイトリーグ（2017年、かまってちゃんの電話、みずぎわ かまってちゃん）
- ファンタジードライブ（2017年、井伊直虎）
- けものフレンズ3（2019年、ニワトリ）
- サマースウィートハート（2019年、赤羽星）
- シェンムーIII（2019年）
- ゆめいろファンタジーラテール（2019年、ムーウェン）
- 極の道（2021年）
- インディゴ7（2022年、デビー[3]）
- 冥契のルペルカリア（2022年、天使奈々菜）
- アスタータタリクス（2023年）

### デジタルコミック
- 野いちご・ベリーズカフェチャンネル
  - 上司とヒミツの社外恋愛（2020年、加藤詩織[4]）
  - ケダモノくんはあきらめない（2020年、赤松伊織（幼少期）[5]）
- ジャンプチャンネル
  - 逃げ上手の若君（2021年、諏訪雫[6]）
  - テラスハウスダスト-TERRACE HOUSE DUST（2021年、華井舞[7]）
  - ウィッチウォッチ（2021年、桃田（少年期）[8]）
  - 左右平等主義（2021年、電車内の人[9]）
  - とげとげ（2021年、藍馬あかり[10]）
- エースこみっくチャンネル
  - 隣の宇宙人がコワい（2021年、女子生徒[11]）
- ちゃおチャンネル
  - カラフル!（2021年、女性審査員[12]）

### ボイスドラマ
- 九死一生ゲーム（2021年、熊切隼人、和田春菜[13]）
- 恐怖チャンネル（2021年、希美[14]）

### 吹き替え
- MYTHICA〜ダーク・エネミー〜（2016年）
- テリファー 終わらない惨劇（2023年、ブルック〈カイリー・ハイマン〉[15]）

### ナレーション
- 東京動物園協会

### MC
- 10th Anniversary pure Aluminum すのこタン。LIVE！

### ラジオドラマ
- ベッドメイキングマスターT（チーフ）

### オーディオブック
- invert 城塚翡翠倒叙集（2022年、奇術師[16]）